# Rendez Vous Estudiantil
El Rendez Vous estudiantil es la fiesta tradicional de la ciudad de Cardona, Soriano, Uruguay. Esta fiesta se viene realizando hace 50 años. Se realiza en el mes de octubre y dura dos días, con motivo de la celebración de la primavera.

## Organización
Los encargados de la organización de la festividad son los alumnos de cuarto año del liceo Dr. Justo P. Rodríguez de la ciudad de Cardona.
Año a año se realiza la elección de miss pimpollo y dos princesas que se eligen entre las jóvenes participantes de las clases de ciclo básico del liceo y de la escuela técnica de dicha ciudad. Entre las participantes de bachillerato del liceo y la escuela técnica se realiza la elección de la reina del Rendez Vous así como la primera y segunda princesa y miss simpatía. En el año 2012 se agregó una nueva elección de príncipe y rey de la primavera.
La festividad siempre dura dos días, un sábado y domingo. El primer día se realiza la caravana de la alegría mientras que el segundo día se realizan actuaciones en el escenario mayor que se localiza en el Parque la Hermandad y se elige la Reina del evento. Por la noche se realiza un desfile nocturno de las carrozas realizadas.
Finaliza con baile en el que se realiza la entrega de premios a los equipos ganadores del desfile.